# Ischnoderma
Ішнодерма (Ischnoderma) — рід грибів родини Fomitopsidaceae. Назва вперше опублікована 1879 року.
Види роду мають темно-коричневі плодові тіла, які стають від темно-коричневого до чорного та гладкі, коли дозрівають.

## Практичне використання
Молоді м'ясисті екземпляри Ішнодерма смолиста Ischnoderma resinosum та Ішнодерма смолисто-пахуча Ischnoderma benzoinum можна їсти, але стають твердими та неїстівними згодом. Обидва зустрічаються в Україні.

## Галерея

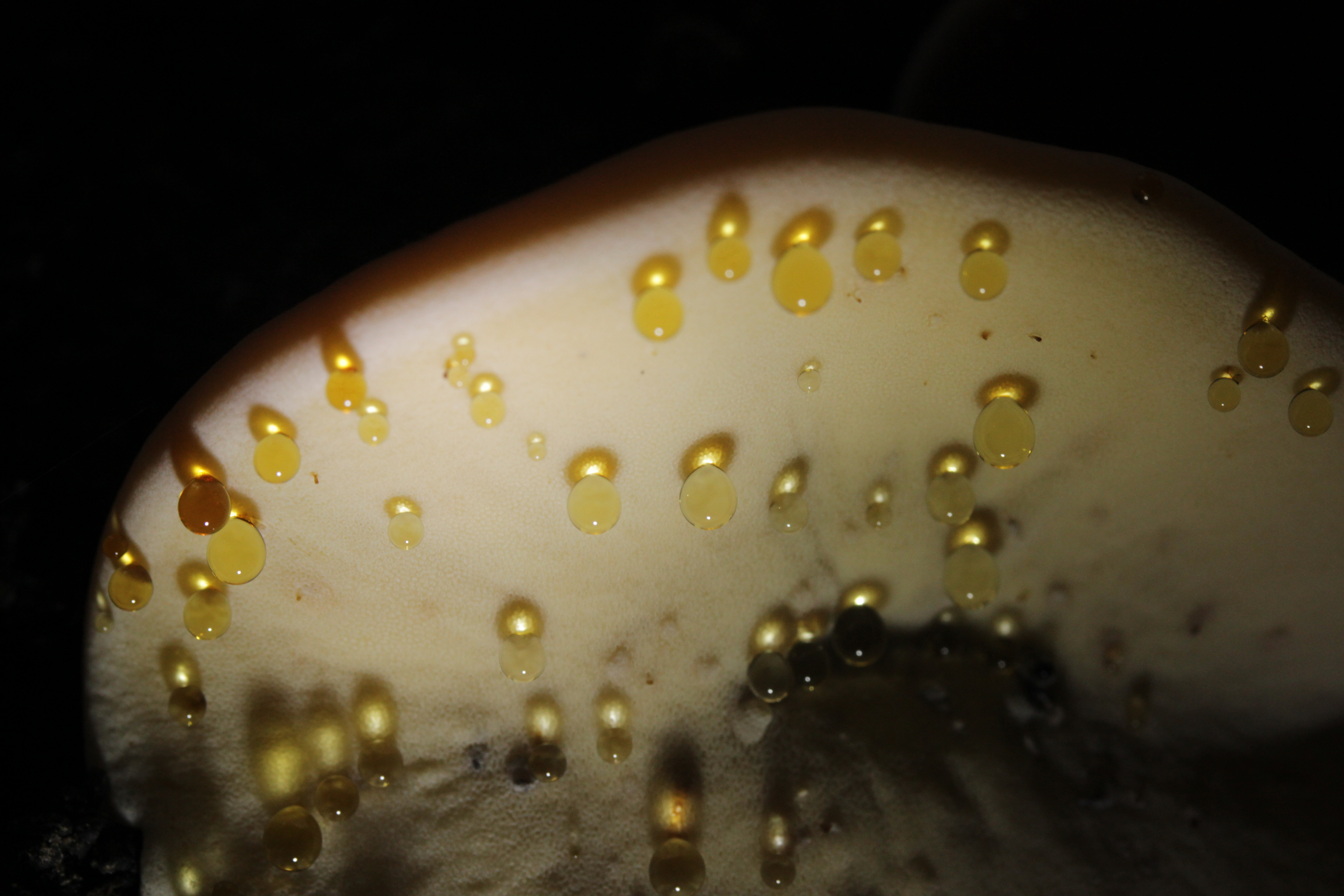
Ischnoderma resinosum
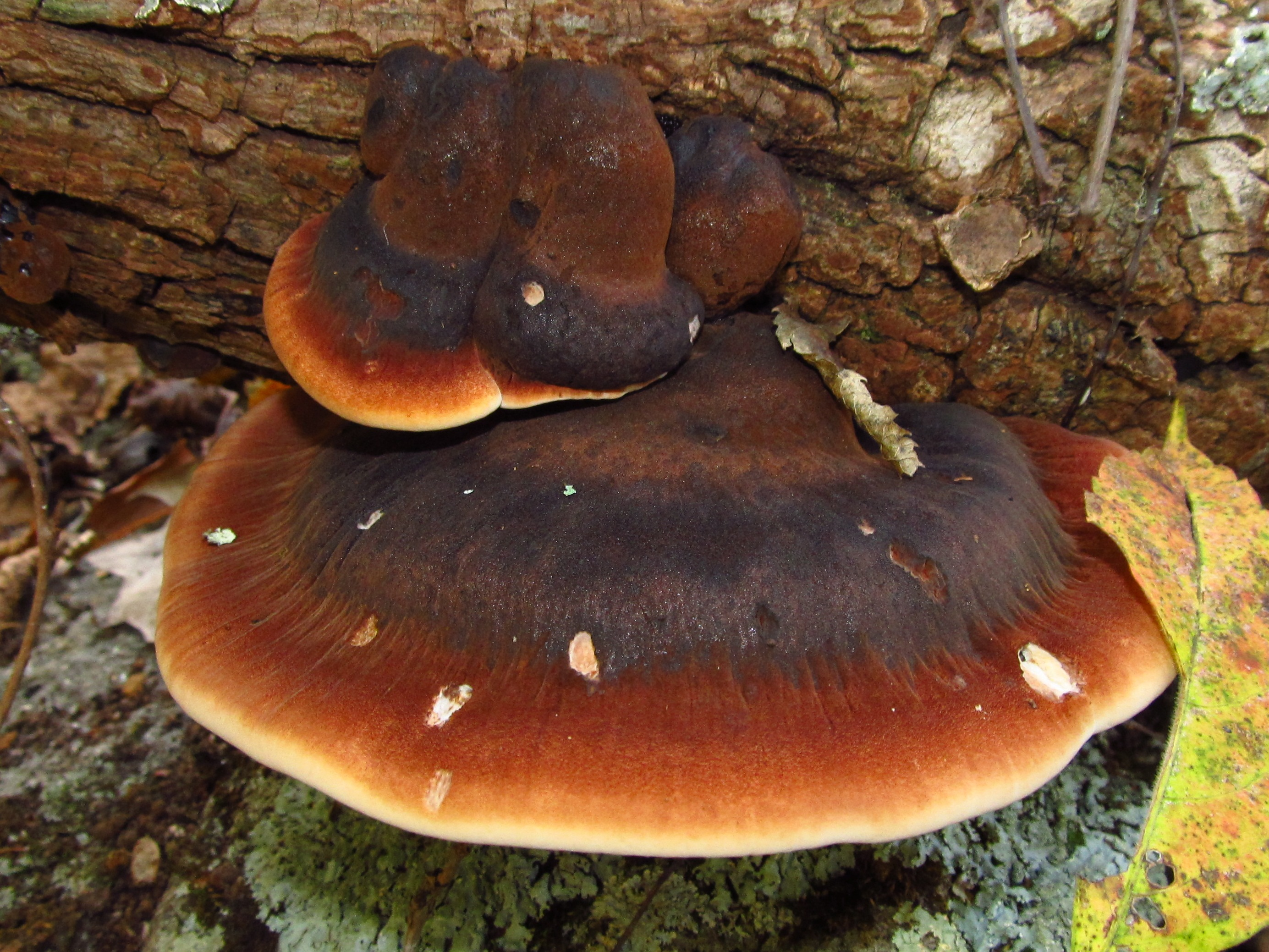
Ischnoderma resinosum
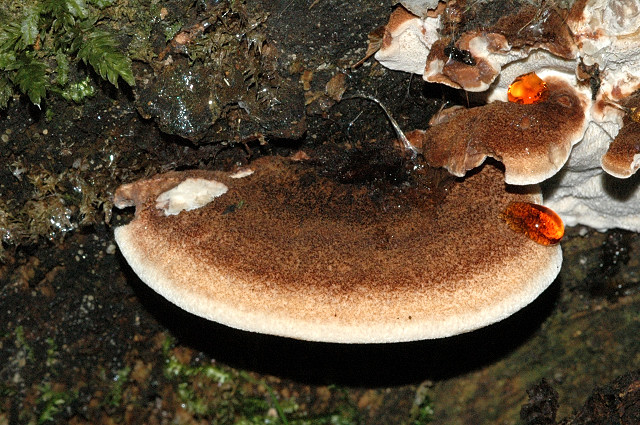
Ischnoderma benzoinum